# Самсарі (гора)
Самсарі (груз. სამსარი) — вулканічна гора у південній Грузії, одна з вершин Абул-Самсарського хребта та Джавахетського нагір'я, що входить до системи Малого Кавказу. Висота гори становить 3285 м.

## Основна інформація
Згаслий вулкан Самсарі знаходиться у центрі Абул-Самсарського хребта. Має форму конуса з кальдерою діаметром 3 км в середині.
На схід від Самсарі розташовані десятки дрібних озер, частина з яких стікає у Храмі чи озеро Паравані.